# Шама себуйська
Ша́ма себуйська (Copsychus cebuensis) — вид горобцеподібних птахів родини мухоловкових (Muscicapidae). Ендемік Філіппін.

## Опис
Довжина птаха становить 20 см. Самці мають переважно чорне забарвлення з темно-синім відблиском. Крила більш тьмяні, мають легкий коричнюватий відтінок. Хвіст довгий, східчастий. Самиці є дещо меншими за самиців, мають переважно чорнувато-сіре забарвлення. Очі темно-карі, дзьоб чорний. Молоді птахи мають більш сіре забарвлення, крила у них бурувато-чорні.

## Поширення і екологія
Себуйські шами є ендеміками острова Себу в центральній частині Філіппінського архіпелага. Вони живуть у вологих рівнинних тропічних лісах і в густому підліску вторинних лісів, в чагарникових і бамбукових заростях, на плантаціях. Живляться жуками та іншими комахами. Гніздяться з лютого по вересень. В кладці 2-3 яйця.

## Збереження
МСОП класифікує цей вид як такий, що перебуває під загрозою зникнення. За оцінками дослідників, популяція себуйських шам становить приблизно 6650 птахів. Їм загрожує знищення природного середовища.